# Europese Academie voor Sociologie
De Europese Academie voor Sociologie (Engels: European Academy of Sociology, EAS) is een organisatie van Europese wetenschappers met expertise op velerlei gebieden van de sociologie en een gemeenschappelijk doel om kwaliteitsnormen voor sociologisch onderzoek en onderwijs te bevorderen. In september 2023 had de Academie 42 gekozen fellows en 16 emeritus fellows.

## Geschiedenis
De EAS werd in 2000 in Parijs opgericht en de eerste voorzitter was de Franse socioloog Raymond Boudon. Latere voorzitters waren Peter Hedström, Werner Raub, Frank Kalter en Emmanuel Lazega. Anno 2023 is Lucinda Platt voorzitter.

## Missie
De Europese Academie voor Sociologie heeft tot doel hoge kwaliteitsnormen voor sociologisch onderzoek en onderwijs te bevorderen en te handhaven om daarmee het publiek, beleidsmakers, financiers van onderzoek en toekomstige studenten te helpen goede onderzoeks- en onderwijsprogramma's te identificeren. Daartoe bieden de leden hun diensten aan aan internationale instanties voor accreditatie en evaluatie.
De Academie reikt jaarlijks twee prijzen uit ter erkenning van uitmuntend onderzoek in de sociologie: een prijs voor publicaties (sinds 2005) en de Raymond Boudon Award for Early Career Achievement (sinds 2016). Het is gebruikelijk dat de winnaar van de Raymond Boudon Award wordt uitgenodigd om een lezing te houden op de jaarlijkse vergadering van de Academie, en één of meerdere leden en/of uitgenodigde wetenschappers geven aanvullende lezingen. Sommige van deze lezingen werden gepubliceerd door de European Sociological Review.

## Winnaars van de Raymond Boudon-prijs
De volgende wetenschappers hebben in het verleden de Raymond Boudon-prijs ontvangen:
- 2016: Delia Baldassarri, Universiteit van New York en Bocconi Universiteit
- 2017: Arnout van de Rijt, Europees Universitair Instituut
- 2018: Christoph Stadtfeld, ETH Zürich
- 2019: Ozan Aksoy, University College Londen
- 2021: Dominik Hangartner, ETH Zürich
- 2022: Kristian Bernt Karlson, Universiteit van Kopenhagen